# 2000년 12월
| 2000년: 1월 · 2월 · 3월 · 4월 · 5월 · 6월 · 7월 · 8월 · 9월 · 10월 · 11월 · 12월 |

| <          | 2000년 12월 | 2000년 12월  | 2000년 12월 | 2000년 12월 | 2000년 12월 | >          |
| 일         | 월          | 화           | 수          | 목          | 금          | 토         |
|            |             |              |             |             | 1 11.6 계사 | 2 7 갑오   |
| 3 8 을미   | 4 9 병신    | 5 10 정유    | 6 11 무술   | 7 12 기해   | 8 13 경자   | 9 14 신축  |
| 10 15 임인 | 11 16 계묘  | 12 17 갑진   | 13 18 을사  | 14 19 병오  | 15 20 정미  | 16 21 무신 |
| 17 22 기유 | 18 23 경술  | 19 24 신해   | 20 25 임자  | 21 26 계축  | 22 27 갑인  | 23 28 을묘 |
| 24 29 병진 | 25 30 정사  | 26 12.1 무오 | 27 2 기미   | 28 3 경신   | 29 4 신유   | 30 5 임술  |
| 31 6 계해  |             |              |             |             |             |            |

| 편집하기 |

## 2000년12월 31일
- 20세기가 끝나다.

## 2000년12월 15일
- 서울 지하철 6호선이 완전개통하다.